# تيكن أدفانس
تيكن أدفانس (بالإنجليزية: Tekken Advance)‏ ، هي لعبة فيديو من نوع قتال، أنتجت شركة نامكو اليابانية سنة 2001م، ونشرها شركة جيم بوي أدفانس.

## وصلات خارجية
- Official website (باليابانية)